# 통찰명상협회

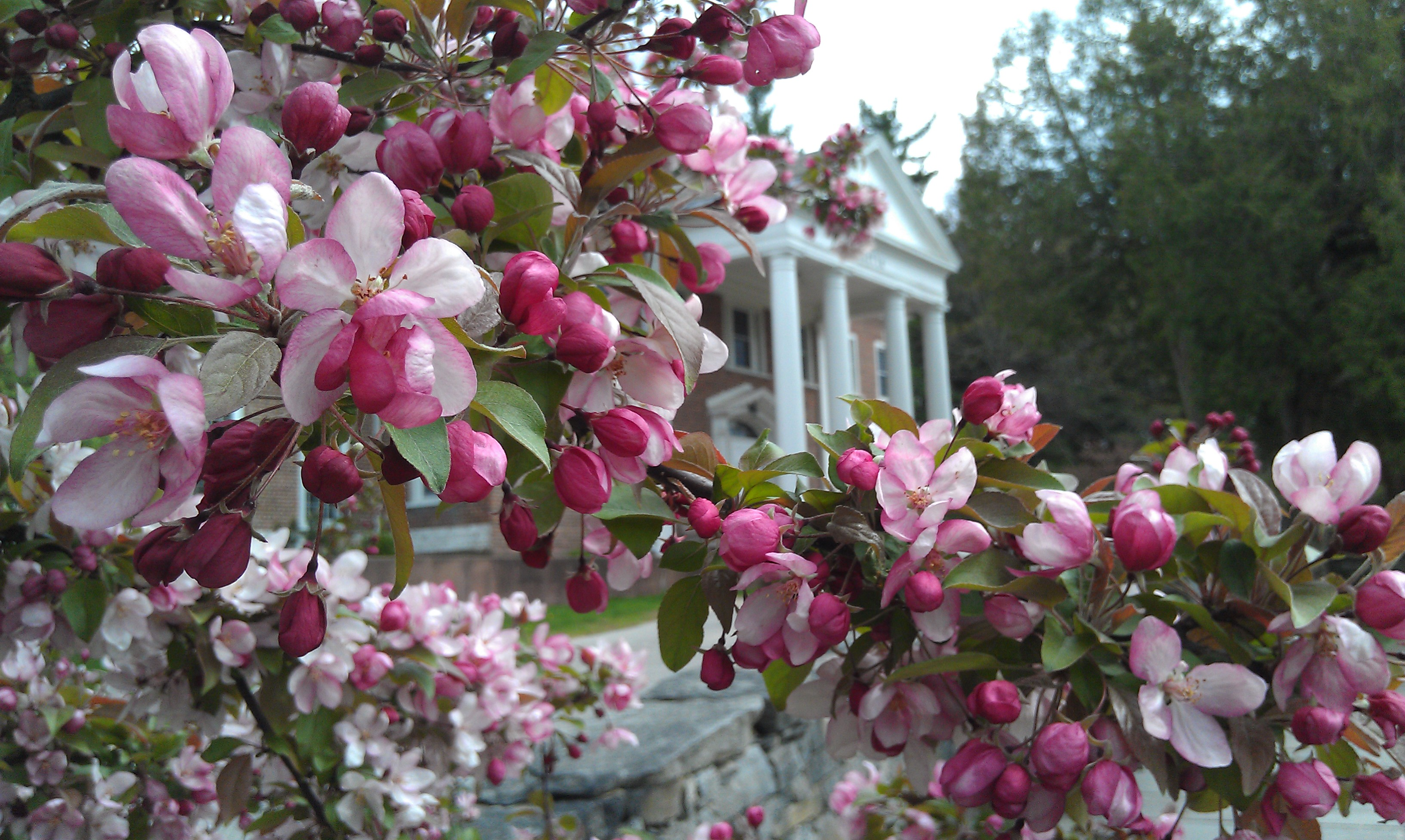
IMS 명상센터

통찰명상협회(Insight Meditation Society)는 미국의 위빠사나 명상 센터이다.

## 역사
1975년에 미국 매사추세츠주 배리에서 창설했다. 테라바다 명상 센터다.
세계적으로 유명한 불교 명상센터는 미얀마 파욱 국제수행센터, 미국 IMS, 프랑스 플럼빌리지, 영국 아마라와띠 사원이 있다.
원래 카톨릭 수도원 건물이었는데, 이를 사들여, 미국 최초의 위빠사나 명상 센터를 설립했다.
세계에서 가장 존경 받고 가장 오래된 명상 휴양지 중 하나 인 Insight Meditation Society (IMS)는 조용한 매사추세츠주 매사추세츠에 위치해 있다. 통찰명상회는 미국 내 가장 큰 규모와 역사, 명성을 자랑하는 명상센터이다.
1981년 마하시 사야도가 전통에 따라 공식적으로 통찰명상센터를 인가하기 위해 IMS로 왔다.
해마다 만 명의 명상가들을 초청해, 두세 달 동안의 집중수행기간을 갖는다.
IMS 공동설립자 조셉 골드스타인은 뉴욕의 명문 컬럼비아대학에서 철학을 전공했으며, 태국과 인도를 거쳐 미얀마에서 위빠사나를 수행했고, 이로 인해 IMS는 남방불교의 수행을 바탕으로 운영된다.